# Dosenerham
Dosenerham (auch: Doserham oder Heddenham) ist ein Wohnplatz im ostfriesischen Landkreis Wittmund. Er gehört zum Friedeburger Ortsteil Abickhafe.
Der Ortsname Dosenerham verweist auf das Nachbardorf Dose. Die Bezeichnung Heddenham geht zurück auf Heddo Cankena, der vermutlich im Spätmittelalter eine Burg in dem Ort errichtete. Diese verfiel später zu einem Wohnplatz, der ursprünglich aus zwei, im 19. Jahrhundert dann nur noch aus einem Bauernhof bestand. Ein weiterer, zu Dosenerham zählender Hof befand sich in Etzel. Alle drei waren mit adeligen Rechten ausgestattet. 1823 lebten fünf Personen in Dosenerham. Überreste der Burg sind heute nicht mehr vorhanden. Eine archäologische Untersuchung fand bisher nicht statt.
In den Urkunden wird der Ort als in den Hamb (1602), in der Hamm (1719), Dooser Hamm (1823), Heddenhamm (1824) sowie Dooser Hamrich (1825) bezeichnet.